# إبراهيم بوسعد
إبراهيم بوسعد (ولد في 1954 في المحرق، البحرين) فنان تشكيلي بحريني.

## حياته
ولد في المحرق في عام 1954م وحاصل على بكالوريوس فنون جميلة من قسم الرسم في جامعة بغداد في عام 1978م. هو عضو مؤسس لجمعية البحرين للفنون التشكيلية. شغل بوسعد عدة مناصب في وزارة التربية والتعليم، حيث بدأ بوسعد مسيرته العملية كخطاط في وزارة التربية والتعليم في عام 1973م كما شغل منصب اختصاصي فني لتصميم الكتب المدرسية في عام 1992م ومن ثم إنتقل إلى منصب اختصاصي فني أول لتصميم الكتب المدرسية في عام 2004م. وفي عام 2007 قرر التفرغ للفن نهائيا.و قد قام إبراهيم بوسعد بتأسيس بوسعد آرت جاليري في المحرق ليضم أعماله ويكون صالة عرض دائمة لنتاجه التشكيلي.
يمكن إيجاد أعمال بوسعد الفنية في مختلف دول العالم من ضمنها المتحف الوطني في مملكة البحرين ومتحف الفن الحديث في قطر والمتحف الوطني في الشارقة ودارالفنون والمتحف الوطني الأردني في الأردن والمتحف البريطاني في المملكة المتحدة والمجلس الوطني للثقافة والفنون في الكويت يملك بوسعد شغفاُ للفن الحديث والخط العربي ويستخدم العديد من التنقنيات الفريدة والمتبكرة في أعماله الفنية من ضمنها الرسم والألوان المائية والأكريلك والألوان الزيتية على القماش وتقنية الحفر والطبع على الشاشة الحريرية وتقنيات أخرى.

## المعارض المشتركة
- 1972م شارك في معرض وزارة العمل والشئون الاجتماعية.[4]
- 1977م شارك في المعرض الأكاديمي المشترك.
- 1978-1996م شارك في معارض وزارة الإعلام السنوية.
- 1978-1980م شارك في معارض جمعية البحرين للفن المعاصر.
- 1982م شارك في معرض الحفر
- 1982م أقام معرضاً مشتركاً مع الفنان ناصر اليوسف عن الغزو الإسرائيلي للبنان.
- 1983م شارك في المعرض التأسيسي لجمعية البحرين للفنون التشكيلية.
- 1979-1997م شارك في معارض جمعية البحرين للفنون التشكيلية.
- 1997م أقام معرض (وجوه) مع الشاعر قاسم حداد والموسيقي خالد الشيخ، وإخراج الفنان عبد الله يوسف.
- معرض مشترك (كلري الدكان)1999م
- معرض جامعة البحرين 2000م
- معرض مشترك (كلري الدكان) 2000م
- معرض الخط العربي - بيت القران 2000م
- أقام معرض (إيقاظ الفراشة التي هناك) مع الشاعر قاسم حداد 2002م
- معرض مشترك (كلري ارابسك) 2004م
- معرض مشترك مع الفنان علي المحميد جاليري هند 2009
- شارك في معارض وزارة الثقافة السنوية 2004-2016

## المعارض الشخصية
- 1985م أقام المعرض الشخصي الأول
- 1988م أقام معرض (انتفاضة الحرف العربي)
- 1996م أقام معرض (أضواء وظلال)
- 1998م أقام معرض (على مائدة العشاء)
- 2000م أقام معرض (إيماءات)
- أقام معرض (تقاسيم) 2001م ـ صالة الرواق
- أقام معرض (قناديل) 2002م - صالة جمعية البحرين للفنون التشكلية
- أقام معرض (موسيقي الوله)2005م، صالة البارح
- أقام معرض (مقامات) 2006م، صالة جمعية البحرين للفنون التشكلية
- أقام معرض (موسيقى الوله 2) 2007م، صالة جمعية البحرين للفنون التشكلية
- أقام معرض (ترانيم) 2008م، صالة البارح
- أقام معرض (نهاية النقطة) 2009م، صالة البارح
- أقام معرض (تضاد) 2011م، (طباعة حريرية)، ذاكرة المكان
- أقام معرض (هديل طوق الحمامة) 2012م، (خط عربي وتشكيل)، ذاكرة المكان
- أقام معرض (أبيض وأسود) حفر 2013 م في المركز الإقليمي العربي - حصيلة كاملة من المعرض خصص ل (جمعية البحرين لمكافحة السرطان)
- أقام معرض ظل الوردي، بوسعد آرت جاليري 2014
- أقام معرض القطط النائمة، بوسعد آرت جاليري 2016

## المعارض الخارجية
شارك في المعارض التي اقيمت في كل من:
- بنيالي القاهرة 1988
- بنيالي الشارقة 1989 & 1999- 2001
- معارض جمعية البحرين للفنون التشكيلية في الكويت 1983و لندن 1984 والقاهرة 1992 وأمريكا 1997 والمملكة العربية السعودية 1998 وباريس 1998 والكويت 1999 وتايوان 1999 وباريس 2000.
- معارض وزارة الإعلام في سنغافورة 1983 والأردن 1984 والخط العربي في مسقط 1996 والصين 1997 وباريس 1999 وبنيالي القاهرة 2001 والمغرب 2001 وبنيالي بنغلاديش 2002.
- معرض الخليج، دارات الفنون، الأردن 2000
- المعرض العالمي 21 للمطبوعات الصغيرة، إسبانيا وبريطانيا وباريس 2001
- معرض الخط العربي الدولي، الشارقة 2004
- ملتقى إعمار الدولي للفنون التشكيلية، دبي 2005
- معرض الخط العربي، مسقط 2006
- معرض الجمعية الكويتية للفنون التشكيلية، الكويت 2006
- معرض بجاليري لحظ، طهران 2007
- معرض البحرين باليونسكو، باريس 2006
- معرض الجمعية القطرية للفنون التشكيلية، قطر 2007
- معارض وزارة الثقافة في مهرجان أصيلة الثقافي في المغرب والقاهرة 2014-2015
- بنيالي بنغلادش 2015
- معرض متحف الشارقة 2015

## الجوائز
- جائزة تقديرية معرض السنتين بدولة الكويت
- جائزة السعفة الذهبية معرض دول مجلس التعاون بدولة قطر 1992م
- جائزة تقديرية في المعرض السنوي لوزارة الإعلام 1996م
- جائزة تقديرية في المعرض السنوي لوزارة الاعلام 1999م
- جائزة تقديرية دولة الكويت 1999م
- جائزة الدانة في المعرض السنوي لوزارة الاعلام 2000م
- الجائزة الأولى (ملتقى اعمار الدولي للفنون 2005م دبي)
- جائزة السعفة الذهبية (معرض دول مجلس التعاون للخط العربي) مسقط 2006م

## المقتنيات
- متحف البحرين الوطني
- متحف قطر للفن الحديث
- متحف الشارقة الوطني
- المتحف البريطاني
- دارة الفنون - الأردن
- المجلس الوطني للثقافة والفنون ـ الكويت
- المتحف الوطني الأردني للفنون الجميلة - الأردن
- مقتنيات خاصة: البحرين - الكويت - السعودية - الإمارات - قطر - أمريكا - بريطانيا